# American Border Peak
American Border Peak je hora jen kousek jižně od kanadsko-amerických hranic v americkém státě Washington. Podle toho také nese své jméno, které se dá přeložit jako Vrchol americké hranice. Kousek severně od ní se vytyčuje její kanadská sestra Canadian Border Peak, se kterou je spojena sedlem. Leží v divočině Mount Baker, která je částí národního lesa Mount Baker-Snoqualmie nedaleko národního parku Severní Kaskády. Je známá pro svůj velký a strmý reliéf, ale zdejší zpuchřelé skály ji dělají pro horolezce méně atraktivní než nedalekou Slesse Mountain.